# Versicherungstechnologie
Versicherungstechnologie (auch InsurTech genannt, von englisch insurance technology) ist ein Sammelname für die Nutzung moderner Technologien in der Versicherungsbranche.
Das Wort InsurTech ist ein Schachtelwort und setzt sich aus den englischsprachigen Wörtern Insurance (‚Versicherung‘) und Technology (‚Technologie‘) zusammen. InsurTechs werden teilweise auch als weitere Spezifizierung von FinTechs bezeichnet. Mittlerweile setzt sich zunehmend die Schreibweise Insurtech durch.

## Definition
Versicherungstechnologie beschreibt die Weiterentwicklung der Versicherungsbranche durch neue technische Systeme und alternative Geschäftsmodelle. Die InsurTechs können in sechs Segmente unterschieden werden (siehe unten Segmente der InsurTechs).

## Entwicklung
Im Jahr 2015 wurden weltweit über 800 Millionen US-Dollar in InsurTech-Startups investiert. Die InsurTech-Unternehmen haben meist das Ziel, die Versicherungsbranche zu verändern bzw. zu erneuern. Die BaFin hat in den Jahren 2017 und 2018 vier Digitalversicherern eine Lizenz erteilt. Daneben gibt es auch InsurTechs wie Getsafe aus Deutschland, die erst 2021 nachträglich eine eigene BaFin-Lizenz erhielten oder den Digitalversicherer aus Liechtenstein, die auf eine BaFin-Lizenz verzichten. Laut Unternehmensberatung Capgemini kamen die ersten Insurtechs in Deutschland 2010 auf den Markt – fast alle mit einem Distributionsansatz: Die Startups traten als Makler auf und arbeiteten mit traditionellen Versicherungen zusammen. 2015 erlebte die Branche einen regelrechten Boom, seither steigt die Anzahl an Insurtechs stetig. Mitte 2019 waren laut Unternehmensberatung Oliver Wyman 134 Insurtechs im deutschen Markt aktiv. Die Unternehmensberatung Capgemini zählt in ihrem Lagebericht 2020 160 Insurtechs in Deutschland. Der Großteil der InsurTechs in Deutschland befinden sich noch in frühen Entwicklungsstadien: 68 Prozent der InsurTechs sind in der Seed- und Start-Up-Phase, erst 3 Prozent haben Reife erlangt.

## Ziele
Durch die Kombination von Technologie und Versicherungswissen wollen die InsurTech-Startups dazu beitragen, dass der Wettbewerb gefördert wird und Versicherungen kundenfreundlicher, günstiger und einfacher werden. Ob mit Hilfe von neuen Versicherungsmodellen, von Schnittstellenoptimierung zwischen Kunden und Versicherern oder ob mit neuen Methoden bei der Beratung oder Verwaltung. Die Start-ups können meist deutlich effizienter operieren, da Prozesse digitalisiert sind und keine Geschäftsstellen vorhanden sind.
Insurtechs überzeugen meist mit ihren Prozessen. Sie erfinden das Produkt Versicherung nicht neu, aber krempeln es mit neuen Prozessen und Technologie komplett um. Deshalb sind sie vorrangig im B2B-Bereich aktiv und unterstützen etablierte Versicherer darin, ihre Prozesse zu digitalisieren und effizienter zu machen. Neben reinen B2B-Insurtechs kristallisieren sich auch Mischformen heraus, die einen mehrstufigen Vertrieb verfolgen (also einen B2B2C-Ansatz). Im Endkundengeschäft finden sich vergleichsweise weniger Anbieter. Die größte Gruppe fällt in die Kategorie der Neocarrier. Diese Insurtechs erfinden entweder das Produkt selbst oder den zugrundeliegenden Prozess neu. Um sich von der Konkurrenz abzusetzen, setzen einige Insurtechs auch auf Nischenprodukte. Andere Insurtechs wiederum spezialisieren sich auf Risiken, die durch die Digitalisierung erst entstehen, zum Beispiel Risiken, die typisch für die Sharing Economy sind, Cyberkriminalität und Gaming und E-Sports.

## Kritik
Kritik an den InsurTechs kommt meist von dem klassischen Markt. Es wird behauptet, dass die InsurTechs die Beratung nicht fachgerecht durchführen, Kundendaten weiterverkaufen und der Kunde beispielsweise nicht explizit auf das Maklermandat hingewiesen wird. Es wird von der Verletzung der Dokumentations-, Beratungs- und Haftungspflicht sowie arglistiger Täuschung über das Maklermandat gesprochen. Der klassische Versicherungsmarkt fordert eine Waffengleichheit der Offline- und Online-Makler und eine bessere Transparenz der Online-Anbieter.
Der Online-Versicherungsmakler Knip ist im Dezember 2015 in die Kritik geraten, da viele Kunden unwissentlich die Maklervollmacht an das Unternehmen übergeben hatten. Es wird kritisiert, dass die InsurTechs den Wettbewerb dahin lenken, dass der Preisvergleich im Vordergrund steht und die Qualität der Tarife nicht beachtet wird bzw. nicht auf den tatsächlichen Bedarf eingegangen wird. Laut einer McKinsey-Studie wird jeder 4. Arbeitsplatz eines Offline-Maklers durch die Digitalisierung verschwinden.
Die DVAG kritisierte öffentlich in einem Beitrag des Vorstandsvorsitzenden Helge Lach, dass die InsurTechs nicht alle Anforderungen des Gesetzgebers erfüllen und der Kunde nicht wisse, dass er mit seiner digitalen Unterschrift die App als Makler beauftragt und somit den bisherigen Makler kündigt.

## Segmente der InsurTechs
Es gibt verschiedene Bereiche der InsurTech-Startups:
- Health Insurance: Nutzung gesundheitsbezogener Informationen aus neuen Datenquellen (z. B. Smartphone-Apps); sie ermöglicht individuelle Versicherungsbeiträge und motiviert zu umsichtigen Verhalten. Es werden z. B. Bonusprogramme für besondere Fitnessleistungen angeboten, und der Kunde erhält günstigere Krankenversicherungsbeiträge.
- Peer-to-peer Insurance: das derzeit zweitgrößte Segment (Stand 2015) innerhalb der InsurTechs. Es schließt sich eine Gruppe von Versicherten zusammen, welche sich im Schadensfall gegenseitig finanziell unterstützen. Bei Schadensfreiheit reduzieren sich die Versicherungsbeiträge.
- Contract Management/Brokerage: dies sind Online-Versicherungsmakler. Ziel ist das Simplifizieren der Verwaltung von Versicherungen. Die Details der Verträge sind online dargestellt und Versicherte können diese von der Webseite oder App verwalten. Mit einer digitalen Unterschrift überträgt der Kunde meist eine Maklervollmacht an den Dienstleister. Der Kunde kann dann digital die Versicherung wechseln oder neue abschließen.
- Spot Insurance: ist eine neue Kurzzeit-Versicherung, welche auf die situationsbedingte Nutzung des Versicherten angepasst sind. Ein Beispiel wäre eine 24-Stunden-Drittfahrerschutz-Versicherung, wenn das Auto für eine kurze Zeit an einen Bekannten verliehen wird.
- E-Commerce Insurance: eine Versicherung für mobile Geräte. Meist handelt es sich um eine zusätzliche Absicherung für teure Geräteschäden, die über die Garantie hinaus nicht mehr abgedeckt sind.
- Usage Driven Insurance: diese Versicherungen richten ihr Angebot auf das Nutzungsverhalten, Fahrverhalten und die gefahrenen Kilometer des Versicherten aus. Dadurch werden preisgünstige Tarife angeboten.

Andere Untersuchungen gliedern die Insurtechs anhand anderer Kriterien. So differenziert die Studie von Oliver Wyman etwa nach Wertschöpfungstiefe, Aktivität im Markt und strategischem Potenzial und unterscheidet drei Geschäftsmodellkategorien:
1. Digitale Versicherungsangebote
2. Vertrieb von Versicherungsprodukten
3. Digitalisierung des Betriebs

## Internationalisierung
Internationale Insurtechs sind bislang selten. Zu unterschiedlich sind die Versicherungsmärkte hinsichtlich Sprache, Marktstruktur, Wettbewerbsumfeld und Kundenpräferenzen. Als eines der ersten Insurtechs ist das amerikanische Unternehmen Lemonade im Sommer 2019 nach Deutschland gekommen und bietet seit Dezember 2020 eine Mieterversicherung in Frankreich an; Getsafe startete 2020 in Großbritannien, 2022 in Österreich und 2023 in Frankreich, Friday und Thinksurance haben im März 2021 angekündigt, nach Frankreich zu expandieren. Wefox hat ebenfalls Expansionspläne angekündigt.